# Trachykele opulenta
Trachykele opulenta är en skalbaggsart som beskrevs av Henry Clinton Fall 1906. Trachykele opulenta ingår i släktet Trachykele och familjen praktbaggar. Inga underarter finns listade i Catalogue of Life.